# Ardisia semicrenata
Ardisia semicrenata är en viveväxtart som beskrevs av Carl Friedrich Philipp von Martius. Ardisia semicrenata ingår i släktet Ardisia och familjen viveväxter. Inga underarter finns listade i Catalogue of Life.